# Maison Brüll
La Maison Brüll (en hongrois : Brüll-ház) est un édifice situé dans le 9e arrondissement de Budapest.